# Мужики!..
«Мужики́!..» — советская мелодрама 1981 года режиссёра Искры Бабич по сценарию Бабич и Валентина Дьяченко (Михайлова). Снят Третьим творческим объединением киностудии «Мосфильм». В широкий прокат картина вышла 18 января 1982 года.
Фильм стал одним из лидеров по кассовым сборам среди советских полнометражных фильмов, за год проката его посмотрело 38,4 миллиона зрителей. По итогам ежегодного опроса читателей журнала «Советский экран» признан «лучшим фильмом года», а Александр Михайлов назван «лучшим актёром года». Лента была отмечена призами на кинофестивалях. В 1982 году фильм получил поощрительный приз «За лучшее воплощение человеческих отношений» на 32-м Берлинском международном кинофестивале, специальный приз жюри на I Международном кинофестивале детских и юношеских фильмов в Ванкувере (Канада) и диплом участия в конкурсе на приз Рене Клера (Италия). В 1983 году фильм был награждён Государственной премией РСФСР имени братьев Васильевых: автор сценария Валентин Дьяченко (Михайлов), автор сценария и режиссёр Искра Бабич, оператор-постановщик Сергей Зайцев, актёры Пётр Глебов и Александр Михайлов.

## Сюжет
Павел Зубов (Александр Михайлов) живёт и работает в заполярном городе Никель. Он приехал туда 12 лет назад, сразу после завершения срочной службы в армии, даже не заглянув в родное село, где его ждала невеста Настя. Дело в том, что Павел получил от матери письмо, из которого узнал, что Настя изменила ему и ждёт ребёнка неизвестно от кого. Именно поэтому он не вернулся домой и остался работать на Севере.
Телеграмма о тяжёлой болезни отца заставляет его посетить родителей. Оказывается, с отцом всё нормально (он просто пошёл на хитрость, чтобы вынудить сына приехать). А вот Настя недавно умерла, оставив сиротами троих детей. Мать признаётся Павлу, что ошиблась, отправляя то злополучное письмо. Настя любила Павла и именно от него родила дочь Полину. Позже, выйдя замуж за художника-пьяницу, Настя родила сына Павлика и взяла из роддома брошенного ребёнка, Стёпку. Художник Пётр, отчим Полины и отец маленького Павлика, спился и давно уже оставил семью, взрослых трудоспособных родственников у детей нет, родителям Павла детей на воспитание не отдают (слишком пожилые). Детей ждёт жизнь в детских домах, скорее всего в разных, так как Павлик и Степка ещё дошкольники, к тому же Стёпка в свои четыре года не разговаривает, хотя прекрасно слышит, всё понимает и не имеет никаких органических дефектов, мешающих ему говорить, но его должны будут отправить в специальный детский дом. Представитель органов опеки настаивает на срочном оформлении детей в детские дома, ведь на девочке лежат все заботы по домашнему хозяйству и братьях, а дети не могут жить одни. Павел принимает решение забрать дочку с собой на Север, но Полина твердо заявляет, что одна не поедет и с братьями разлучаться не может. И если их отправят в детские дома, то это хотя бы неподалёку, чтобы она могла с ними видеться.
Павлу нелегко даётся решение взять на себя ответственность за судьбу не только родной дочери, но и двоих мальчишек. Оформив необходимые документы, Павел везёт на Север не только детей, но и собаку. Вернувшись в свою квартиру в Никеле, он увидел, что женщина, живущая с ним (Тамара) ушла от него, несмотря на то, что в телефонном разговоре он сказал только о том, что привезёт дочь, не упоминая о мальчиках. Полина называет Зубова папой, а Стёпка после шока, вызванного атакой своры собак во дворе, внезапно заговорил. Друзья Павла помогают устроиться детям в быту. Таким образом, лишившись личного счастья, Павел Зубов обрёл родительское.

## В ролях
- Александр Михайлов — Павел Зубов
- Ирина Иванова — Полина
- Михаил Бузылёв-Крэцо — Стёпа
- Пётр Крылов — Павлик
- Пётр Глебов — Матвей Егорович Зубов, отец Павла
- Вера Альховская — Полина Захаровна, мать Павла
- Александр Павлов — Сергей Иванович, друг Павла
- Анатолий Солоницын — Пётр, художник, отец Павлика
- Мария Андрианова — тётя Устюша
- Светлана Тормахова — инспектор социальной службы
- Леонард Варфоломеев — Роман Гаврилович, председатель колхоза
- Татьяна Махова — Вера Ивановна, проводница
- Афанасий Кочетков — дядя Гриша
- Алексей Михайлов — Лев Шамрай
- Дмитрий Бузылёв — Арслан Асанов
- Вера Лескова — продавщица

## Съёмочная группа
- Авторы сценария: Искра Бабич, Валентин Дьяченко (Михайлов)[3]
- Режиссёр-постановщик: Искра Бабич
- Оператор-постановщик: Сергей Зайцев
- Художник-постановщик: Василий Голиков
- Композитор: Владимир Комаров
- Звукооператор: Инна Любченко
- Дирижёр: Сергей Скрипка
- Поёт: Людмила Рюмина
- Режиссёры: С. Климова, А. Романенко
- Художник по костюмам: Наталья Иванова

Основные сцены фильма снимались в селе Татарка, в окрестностях Ставрополя, съёмки также проводились в Ставрополе, Невинномысске.

Сцена посадки в автобус у аэропорта города Никеля снималась в Москве у дома 2 корпус 3 на ул. Большая Черёмушкинская.

Сцена с нападением собак в финале фильма снималась в Москве во дворе дома 91 корпус 1 по улице Профсоюзной.

## Песни
В фильме звучат песни:
- Шуточная песня геологов «Болото» (поёт молодёжь под гитару на вокзале)
- Песня «Раскинулось море широко» (поют под гитару друзья Зубова)
- Песня «Малиновки заслышав голосок» (ВИА «Верасы», авторы Э. Ханок — А. Поперечный)

## Критика
В 1982 году в июньском номере журнала «Искусство кино» кинокритик Сергей Кудрявцев отметил, что герой Павла находит истину, которая примиряет его с судьбой, он обретает троих детей вместо неистинной любви Тамары. Мелодрама не предлагает всем такой выход из положения, она демонстрирует идеальный вариант и преподаёт нравственный урок. При этом актёр Михайлов играет роль не вопреки жанру «мелодрама», а с небольшим отстранением от него: его стиль «свободен, импровизационен и лёгок».